# 다카라즈카 가극단 38기생
다카라즈카 가극단 38기생은 1951년 (쇼와 26년)에 다카라즈카 가극단에 입단, 『옛날이야기 혀가 잘린 참새』 『봄의 춤 〈다카라즈카 신온천 개업 40주년〉』으로 초무대를 밟은 34명을 가리킨다.

## 개요
이 기수에 전 배우인 하세가와 토시코, 유카리 시노부, 호시조라 히카루, 성우 오오타 요시코가 입단하였다.

## 일람
| 예명            | 생일      | 출신지                     | 출신학교                 | 예명의 유래                                                                           | 애칭           | 역할 | 퇴단년도 | 비고                                                                  |
| --------------- | --------- | -------------------------- | ------------------------ | ------------------------------------------------------------------------------------- | -------------- | ---- | -------- | --------------------------------------------------------------------- |
| 朝城悠美子      |           |                            |                          |                                                                                       |                |      | 1953년   | 야지마 유우코 (矢島悠子)로 개명                                       |
| 아사시로 유미코 |           |                            |                          |                                                                                       |                |      | 1953년   | 야지마 유우코 (矢島悠子)로 개명                                       |
| 朝空美景        | 6월 1일   | 오사카부                   | 시텐노지중학교           | 이 해의 칙제                                                                          | 하ー짱         |      | 1961년   | 언니 유우즈키 사에코 (37) 동생 아유 마치코 (44) 조카 치구사 마미 (66) |
| 아사조라 미카게 | 6월 1일   | 오사카부                   | 시텐노지중학교           | 이 해의 칙제                                                                          | 하ー짱         |      | 1961년   | 언니 유우즈키 사에코 (37) 동생 아유 마치코 (44) 조카 치구사 마미 (66) |
| 麻美淳子        | 3월 26일  | 효고현 아시야시            | 고베신와고등여학교       |                                                                                       | 슨코           |      | 1952년   |                                                                       |
| 아사미 준코     | 3월 26일  | 효고현 아시야시            | 고베신와고등여학교       |                                                                                       | 슨코           |      | 1952년   |                                                                       |
| 薊美咲子        | 6월 16일  | 오사카부                   | 세이케이고등여학교       | 호리 세이키가 명명                                                                    |                |      | 1955년   |                                                                       |
| 아자미 미사코   | 6월 16일  | 오사카부                   | 세이케이고등여학교       | 호리 세이키가 명명                                                                    |                |      | 1955년   |                                                                       |
| 跡見昌子        | 4월 24일  | 도쿄도                     | 아토미학원               | 학교명                                                                                | 마ー코         |      | 1954년   |                                                                       |
| 아토미 마사코   | 4월 24일  | 도쿄도                     | 아토미학원               | 학교명                                                                                | 마ー코         |      | 1954년   |                                                                       |
| 天原月子        | 10월 21일 | 오사카부                   | 나니와고등학교           | 백인일수                                                                              | 보짱           |      | 1953년   |                                                                       |
| 아마하라 츠키코 | 10월 21일 | 오사카부                   | 나니와고등학교           | 백인일수                                                                              | 보짱           |      | 1953년   |                                                                       |
| 在明真澄        | 8월 30일  | 오사카부                   | 센요고등학교             | 만요슈                                                                                | 챠ー보         |      | 1963년   |                                                                       |
| 아리아케 마스미 | 8월 30일  | 오사카부                   | 센요고등학교             | 만요슈                                                                                | 챠ー보         |      | 1963년   |                                                                       |
| 折鶴千代        | 1월 18일  | 오사카부                   | 오사카죠가쿠인고등학교   |                                                                                       | 베이상         |      | 1956년   | 언니 미스즈 토시코 (36) 재단 중 사망                                  |
| 오리즈루 치요   | 1월 18일  | 오사카부                   | 오사카죠가쿠인고등학교   |                                                                                       | 베이상         |      | 1956년   | 언니 미스즈 토시코 (36) 재단 중 사망                                  |
| 香取良枝        | 7월 1일   | 아이치현 나고야시          | 메이와고등여학교         | 모교 교장선생님이 명명                                                                | 삿짱           |      | 1955년   |                                                                       |
| 카토리 요시에   | 7월 1일   | 아이치현 나고야시          | 메이와고등여학교         | 모교 교장선생님이 명명                                                                | 삿짱           |      | 1955년   |                                                                       |
| 清美正子        | 4월 5일   | 야마구치현                 | 아시야여자고등학교       | 「清く正しく美しく」에서 따옴                                                         | 엣짱           |      | 1958년   |                                                                       |
| 키요미 쇼코     | 4월 5일   | 야마구치현                 | 아시야여자고등학교       | 「清く正しく美しく」에서 따옴                                                         | 엣짱           |      | 1958년   |                                                                       |
| 呉羽寿美        | 3월 18일  | 도쿄도                     | 카와무라여학원           |                                                                                       | 레ー코         |      | 1959년   |                                                                       |
| 쿠레하 스미     | 3월 18일  | 도쿄도                     | 카와무라여학원           |                                                                                       | 레ー코         |      | 1959년   |                                                                       |
| 式部緑          | 3월 21일  | 도쿄도                     | 도쿄도립 제3고등여학교   | 존경하는 상급생이 명명                                                                | 안짱           |      | 1958년   |                                                                       |
| 시키부 미도리   | 3월 21일  | 도쿄도                     | 도쿄도립 제3고등여학교   | 존경하는 상급생이 명명                                                                | 안짱           |      | 1958년   |                                                                       |
| 白雪式部        | 11월 30일 | 도쿄도                     | 도쿄도립 제2고등여학교   |                                                                                       | 타카짱         |      | 1968년   | 시라유키 시키메 (白雪式娘)로 개명                                     |
| 시라유키 시키부 | 11월 30일 | 도쿄도                     | 도쿄도립 제2고등여학교   |                                                                                       | 타카짱         |      | 1968년   | 시라유키 시키메 (白雪式娘)로 개명                                     |
| 高殿ゆかり      | 3월 23일  | 오사카부                   | 야마모토고등학교         | 난바 타카츠노미야에서 따옴                                                            | 가타코         |      | 1965년   | 배우                                                                  |
| 타카도노 유카리 | 3월 23일  | 오사카부                   | 야마모토고등학교         | 난바 타카츠노미야에서 따옴                                                            | 가타코         |      | 1965년   | 배우                                                                  |
| 高羽千鶴        | 8월 5일   | 효고현 고베시              | 유메노다이고등학교       |                                                                                       | 톤코           |      | 1958년   |                                                                       |
| 타카바네 치즈루 | 8월 5일   | 효고현 고베시              | 유메노다이고등학교       |                                                                                       | 톤코           |      | 1958년   |                                                                       |
| 千早麗子        | 12월 3일  | 니이가타현                 | 오오츠고등학교           | 먼 곳을 바라는 치하야성                                                               | 요스우, 요스이 |      | 1955년   |                                                                       |
| 치하야 레이코   | 12월 3일  | 니이가타현                 | 오오츠고등학교           | 먼 곳을 바라는 치하야성                                                               | 요스우, 요스이 |      | 1955년   |                                                                       |
| 千代田寿子      | 11월 25일 | 효고현 아시야시            | 아시야고등학교           | 치요다성에서 따서 무용 교사가 명명                                                    | 요시코짱       |      | 1956년   |                                                                       |
| 치요다 토시코   | 11월 25일 | 효고현 아시야시            | 아시야고등학교           | 치요다성에서 따서 무용 교사가 명명                                                    | 요시코짱       |      | 1956년   |                                                                       |
| 灘しぶき        | 9월 15일  | 아키타현 아키타시          | 하마마츠시립고등학교     | 아버지가 명명                                                                         | 아사코         |      | 1954년   |                                                                       |
| 나다 시부키     | 9월 15일  | 아키타현 아키타시          | 하마마츠시립고등학교     | 아버지가 명명                                                                         | 아사코         |      | 1954년   |                                                                       |
| 長谷川季子      | 9월 12일  | 오사카부 오사카시 미나미구 | 사가노중학교             | 본명                                                                                  | 토시짱         | 여역 | 1956년   | 배우 아버지 하세가와 카즈오                                           |
| 하세가와 토시코 | 9월 12일  | 오사카부 오사카시 미나미구 | 사가노중학교             | 본명                                                                                  | 토시짱         | 여역 | 1956년   | 배우 아버지 하세가와 카즈오                                           |
| 春風すみれ      | 1월 18일  | 교토부 교토시              | 헤이안여학원             | 상급생이 명명                                                                         | 사츠코         |      | 1956년   | 배우                                                                  |
| 하루카제 스미레 | 1월 18일  | 교토부 교토시              | 헤이안여학원             | 상급생이 명명                                                                         | 사츠코         |      | 1956년   | 배우                                                                  |
| 春波静          | 9월 14일  | 도쿄도                     | 코지마치고등학교         | 나카무라 키치에몬이 명명                                                              | 탄짱           |      | 1956년   |                                                                       |
| 하루나미 시즈카 | 9월 14일  | 도쿄도                     | 코지마치고등학교         | 나카무라 키치에몬이 명명                                                              | 탄짱           |      | 1956년   |                                                                       |
| 富士白雪        | 12월 10일 | 효고현 고베시              | 고베중학교               | 야마토국의 이름 높은 후지와 영원히 순결을 표상하는 백설을 동경하여                    |                |      | 1960년   |                                                                       |
| 후지 시라유키   | 12월 10일 | 효고현 고베시              | 고베중학교               | 야마토국의 이름 높은 후지와 영원히 순결을 표상하는 백설을 동경하여                    |                |      | 1960년   |                                                                       |
| 布都美英子      | 5월 16일  | 효고현 고베시              | 오카야마산요여학원       | 본적지                                                                                | 에ー코         |      | 1955년   | 동생 요시타니 미츠요 (41)                                             |
| 후츠미 에이코   | 5월 16일  | 효고현 고베시              | 오카야마산요여학원       | 본적지                                                                                | 에ー코         |      | 1955년   | 동생 요시타니 미츠요 (41)                                             |
| 豊海由布子      | 4월 21일  | 오이타현 벳푸시            | 오이타여자고등학교       |                                                                                       | 토모에         |      | 1959년   | 벳푸 유우코 (別府由布子)로 개명. 배우                                 |
| 토요미 유우코   | 4월 21일  | 오이타현 벳푸시            | 오이타여자고등학교       |                                                                                       | 토모에         |      | 1959년   | 벳푸 유우코 (別府由布子)로 개명. 배우                                 |
| 星空ひかる      | 6월 23일  | 효고현 고베시              | 유메노다이고등학교       |                                                                                       | 오요시         | 남역 | 1965년   |                                                                       |
| 호시조라 히카루 | 6월 23일  | 효고현 고베시              | 유메노다이고등학교       |                                                                                       | 오요시         | 남역 | 1965년   |                                                                       |
| 真澄京子        | 8월 16일  | 도쿄도                     | 오유학원                 |                                                                                       | 욧코           |      | 1954년   | 남편 오오하시 세츠오                                                  |
| 마스미 쿄코     | 8월 16일  | 도쿄도                     | 오유학원                 |                                                                                       | 욧코           |      | 1954년   | 남편 오오하시 세츠오                                                  |
| 松山寿子        | 5월 15일  | 에히메현 마츠야마시        | 마츠야마시노노메고등학교 | 출생지에서 따서 이치카와 쥬카이가 명명                                                | 모루짱         |      | 1957년   |                                                                       |
| 마츠야마 히사코 | 5월 15일  | 에히메현 마츠야마시        | 마츠야마시노노메고등학교 | 출생지에서 따서 이치카와 쥬카이가 명명                                                | 모루짱         |      | 1957년   |                                                                       |
| 真利恵子        |           |                            |                          |                                                                                       |                |      | 1957년   |                                                                       |
| 마리 케이코     |           |                            |                          |                                                                                       |                |      | 1957년   |                                                                       |
| 毬るい子        | 5월 18일  | 아이치현 나고야시          | 킨죠학원                 | 마리 앙투아네트, 루이 15세                                                            |                | 여역 | 1961년   |                                                                       |
| 마리 루이코     | 5월 18일  | 아이치현 나고야시          | 킨죠학원                 | 마리 앙투아네트, 루이 15세                                                            |                | 여역 | 1961년   |                                                                       |
| 三上織絵        | 1월 16일  | 도쿄도                     | 우에노고등학교           | 노래・춤・연기의 세가지가 뛰어나고, 그 위에 아름다운 그림을 짜고 싶다는 희망을 가지고 | 유키짱         |      | 1956년   |                                                                       |
| 미카미 오리에   | 1월 16일  | 도쿄도                     | 우에노고등학교           | 노래・춤・연기의 세가지가 뛰어나고, 그 위에 아름다운 그림을 짜고 싶다는 희망을 가지고 | 유키짱         |      | 1956년   |                                                                       |
| 水穂葉子        | 7월 15일  | 도쿄도                     | 오챠노미즈부속고등학교   | 도쿄의 친한 친구가 명명                                                               | 아베코베       |      | 1980년   |                                                                       |
| 미즈호 요코     | 7월 15일  | 도쿄도                     | 오챠노미즈부속고등학교   | 도쿄의 친한 친구가 명명                                                               | 아베코베       |      | 1980년   |                                                                       |
| 美春洋子        | 5월 4일   | 기후현 기후시              | 기후시립 상업고등학교    | 상급생이 명명                                                                         | 키ー코         |      | 1957년   |                                                                       |
| 미하루 요코     | 5월 4일   | 기후현 기후시              | 기후시립 상업고등학교    | 상급생이 명명                                                                         | 키ー코         |      | 1957년   |                                                                       |
| 由狩しのぶ      | 2월 18일  | 나가노현 마츠모토시        | 마츠모토시립고등학교     | 부모님이 명명                                                                         | 마ー미ー       |      | 1953년   | 배우 나카타 야스코                                                    |
| 유카리 시노부   | 2월 18일  | 나가노현 마츠모토시        | 마츠모토시립고등학교     | 부모님이 명명                                                                         | 마ー미ー       |      | 1953년   | 배우 나카타 야스코                                                    |